# إيميل هيرش
إيميل هيرش (بالفرنسية: Émile Hirsch)‏ هو رسام فرنسي، ولد في 23 يوليو 1832 في متز في فرنسا، وتوفي في 1904.